# Eugène Verconsin
Eugène Verconsin, né le 19 mai 1823 à Paris 6e et mort le 28 décembre 1891 à Paris 2e, est un dramaturge français, auteur d’une vingtaine de comédies et vaudevilles.

## Biographie
Verconsin est l’auteur d’une foule d’aimables et jolies saynètes à deux ou trois personnages, à la donnée presque toujours ingénieuse, et au  développement spirituel et piquant, qui ont été jouées partout, dans les concerts et les soirées de bienfaisance, les casinos et les pensionnats plus souvent encore qu’au théâtre, parce qu’elles n’exigeaient ni décors ni costumes, et qu’on pouvait les monter entre deux paravents.
Plusieurs de ces nombreuses comédies de salon, scènes dramatiques et monologues, qui ont eu beaucoup de succès, comme C’était Gertrude, En wagon, les Rêves de Marguerite, les Curiosités de Jeanne, Adélaïde et Vermouth, Quête à domicile, etc., ont été reprises aux salons par le théâtre du Gymnase, le Vaudeville et même le théâtre du Palais-Royal.
Insatisfait de ces aimables succès, Verconsin en rêvait un plus éclatant, avec une grande pièce et sur une grande scène. Il est bien arrivé une fois jusqu’à la Comédie-Française, mais avec La Sortie de Saint-Cyr, toujours une bluette en un acte.
La plupart de ses spirituelles comédiettes ont paru dans le Musée des familles, auquel il a collaboré. Ses pièces ont été réunies en un volume plusieurs fois réédité sous le titre : Saynètes et Comédies. En 1888, il a préfacé le livre de l’auteur Aylic Marin pour son livre En Océanie, paru en 1888.

## Œuvres
- Les Roués innocents, comédie en 1 acte, mêlée de chant, avec Auguste Lefranc, représentée à Paris, théâtre Montansier, 16 août 1850.
- Télémaque, ou l’Innocence en danger sauvée par l’intrépide résolution d’un vieillard qui ne craignait pas l’eau froide, tragédie burlesque grecque du temps de la guerre de Troie, représentée pour la première fois le 30 avril 1857 à Paris.
- Une dette de jeunesse, comédie en 1 acte, en prose, avec Eugène Lesbazeilles (d) , Paris, théâtre du Gymnase, 10 octobre 1861.
- C’était Gertrude !, comédie-vaudeville en 1 acte, Paris, joué le 28 juin 1863.
- En wagon, épisode de voyage, vaudeville en un acte, 1864.
- Les Erreurs de Jean, comédie-vaudeville en 1 acte, représentée à Paris, le 31 octobre 1864.
- Saynètes et Comédies, Paris, Hachette, 1869, 417 p., in-16 (OCLC 458481095, lire en ligne sur Gallica).
- Les Rêves de Marguerite, ou Chaque chose en son temps, comédie-proverbe en 1 acte, musique de Ch. Tourey, comédie en 1 acte, 1869, in-4º, (OCLC 468729161).
- La Matrone d’Éphèse, comédie en un acte, 1870.
- Les Curiosités de Jeanne, comédie-vaudeville en 1 acte représentée à Paris, le 24 janvier 1870, lire en ligne sur Gallica.
- Adélaïde et Vermouth, idylle militaire et vaudeville en un acte, 1870.
- Les Trois Souhaits, comédie en 1 acte, représentée à Paris, au théâtre du Vaudeville, le 29 janvier 1875, lire en ligne sur Gallica.
- À la porte, comédie en 1 acte, 1875.
- Quête à domicile, comédie en 1 acte, 1875.
- Ici, Médor !, comédie en 1 acte représentée à Paris, au théâtre du Palais-Royal le 3 juillet 1875.
- La Crise de M. Thomassin, comédie en 3 actes, représentée à Paris, au théâtre du Gymnase, le 31 juillet 1876.
- Théâtre de campagne, avec André Theuriet, 1878.
- Théâtre des familles, avec Gustave Nadaud et Maurice Ordonneau, 1880.
- L’Une, ou l’Autre ?, saynète en 1 acte, 1884.
- La Folle du logis, monologue, 1885.
- La Sortie de Saint-Cyr, comédie en 1 acte, représentée à Paris, au Théâtre-Français, le 22 juin 1886.
- Fais ce que dois, comédie, 1890.